# Macaduma striata
Macaduma striata är en fjärilsart som beskrevs av Robinson 1975. Macaduma striata ingår i släktet Macaduma och familjen björnspinnare. Inga underarter finns listade i Catalogue of Life.